# Pohlheim
Pohlheim é um município da Alemanha, situado no distrito de Gießen, no estado de Hesse. Tem 38 km² de área, e sua população em 2019 foi estimada em 18.138 habitantes.